# 篤辜畢斯
篤辜畢斯（卑南語：Tukubis），是台灣卑南族南王部落神話中的一名傳說人物，他馴服了會吃人的三頭狂犬並創造了卑南溪。

## 身世
神話中，篤辜畢斯是阿拉西斯氏族（Arasis）竹生始祖的直系後代，為包迪布爾（Pautibur）和阿瑪娜（Amana）的外孫，他們的家族在他出生前就從起源地巴拿巴拿樣（Panapanayan，位於知本部落南方、今太麻里鄉三和村南迴公路旁的海岸地）遷到貓山（位於今台東縣台東市，卑南溪南岸的小丘）居住，並且在包迪布爾死後和加入東東安．巴依灣部落（Tongtongan Paiwan，南王部落的初期部落）。

## 生平

### 出生
篤辜畢斯的母親雅姆蓋（Yamugay/Imaru）和朋友某天在田裡種芋頭的時候，發現茅草上有某種奇怪的油脂，因為好奇所以拿起來吃，並且因此懷孕、生下了篤辜畢斯，隨行的朋友雖然也跟著吃，但因為她先把油脂烤過，所以沒有異狀。

### 試驗
篤辜畢斯長大後，聽說住在附近的一名叫做薩勞（Sarau/Rapuyan）的阿美族人，家裡養著Madaan、Buraan，以及Rapurapu此三隻狂犬:270，因為牠們兇猛而且會吃人，連薩勞本人都只敢把牠們關著不敢接近，他因此向當時巴巴都蘭的頭目杜巴（Tuba）表示想要試著去馴服那些狗，杜巴便呼喚北風、讓北風吹起附在竹子上的紙片，要篤辜畢斯去拿回來才准許，而篤辜畢斯也如他所說的追著紙張，一直跑到達魯瑪克部落後方的山上才成功抓到紙回來。

### 挑戰
完成試驗的篤辜畢斯在杜巴的祈禱祝福下前去見薩勞，表示想要幫他處理三頭犬的事情，並且假藉要幫其妻子布莉奧（Buliaw）抓頭蝨並偷偷拔了她三根長頭髮，將頭髮黏在自己帶來的麻糬上，接著他要薩勞把三頭犬放出來、讓牠們追殺自己，再趁著牠們咬向自己的時候將麻糬丟進牠們的嘴中、用頭髮綁住牙齒讓牠們沒辦法咬人，成功將三隻狂犬制服並帶了回家，當晚，他和杜巴都夢到了吉兆。

### 創造河流
後來篤辜畢斯帶著三隻狗到處獵鹿，都有不錯的結果，而有一次，三隻狗放出去後，一直到隔天早上才渾身濕透且沾滿泥土的回來，他為此感到很疑惑，便跟著狗前往位於南王部落北方約三里（約十二公里）的adekan山上，那裡就算是白天仍如晚上般黑暗，而當狗帶著他前往牠們獵到的巨鹿所陳屍的地點時，發現那裡有一座翠綠色的太古巨湖，後來他回到家後向杜巴報告這件事情，並且建議將湖水引到平地來供族人取用，杜巴雖然贊成，但認為引水這件事要小心慎重，因此要他先進行相關的祈禱儀式：
1.將串有九個琉璃珠的珠串至於瓢裡、串珠的線對準瓢口，並在裡面裝滿酒象徵湖泊，線則是引水用的溝渠；瓢的腰身上還要綁一條串有七個琉璃珠的珠串。
2.在最低的湖畔旁將瓢底放在池水裡，剖開三個檳榔各置入三個琉璃珠、並排在瓢口周遭。
3.在月桃葉裡放九個塞有琉璃珠的檳榔萼、捲起來並放在瓢口和檳榔的尖端上，象徵引水的管子。
4.先後吟誦山神、水神、引水神和守護神的經文，每吟頌一次就要撒下琉璃珠一次。
5.最後把瓢給踩破，並且迅速跑回來。
篤辜畢斯在那座巨湖邊照著杜巴所說的進行祈禱儀式，而在他轉身開始跑回去的時候，巨湖的湖水也瞬間決堤，追著篤辜畢斯往下游沖刷而下，杜巴擔心湖水跟著篤辜畢斯一起衝進部落裡，因此在部落外的山上進行祈禱儀式：剖開九個檳榔，從左開始依序塞入九個、七個、五個琉璃珠，剩下的則全部塞入三個，將它們排成一列、萼朝水流方向，祈禱水流改向，後來急流果真在部落前右轉，不僅沒有造成傷亡，也成為了新的溪流，為卑南溪。

### 死亡
後來篤辜畢斯帶著自己的三隻狗去打獵，卻只有他的獵狗回來，嘴裡還吐出他的獵刀繩，族人這才知道他被自己的獵狗吃了，憤而殺了牠們。

### 其他版本
另有說法認為，篤辜畢斯並非創造出卑南溪，而是擔心日漸靠近部落的卑南溪會毀滅部落，而在溪流的上游進行祈禱儀式，讓溪水改向。

## 其他

### 紀念
為了向篤辜畢斯表達感謝，Arasis氏族的族人每年都會在卑南溪邊舉辦祭典，學者認為該祭典性質接近收穫祭中的海祭部分。

### 習俗
卑南族人傳統上以狗獵鹿的習俗，被認為就是從篤辜畢斯開始的，而雖然篤辜畢斯在生前打獵時會向獵狗原本的主人薩勞祈禱道謝，但在他去世後族人便逐漸停止了這個習慣，而他的三隻狗原本被族人奉為神，但因為殺死了自己的主人而被排斥，僅留將獵到的獵物分給獵狗的習俗。